# والیبال در المپیک تابستانی ۱۹۷۶
والیبال در بازی‌های المپیک تابستانی ۱۹۷۶ نام رویداد ورزش والیبال در بازی‌های المپیک تابستانی بود که در سال ۱۹۷۶ برگزار شد.

## جدول مدال‌ها
| رتبه | کشور        | طلا | نقره | برنز | مجموع |
| ۱    | لهستان      | ۱   | ۰    | ۰    | ۱     |
| ۱    | ژاپن        | ۱   | ۰    | ۰    | ۱     |
| ۳    | اتحاد شوروی | ۰   | ۲    | ۰    | ۲     |
| ۴    | کوبا        | ۰   | ۰    | ۱    | ۱     |
| ۴    | کره جنوبی   | ۰   | ۰    | ۱    | ۱     |